# Distrito de Yawan
Yawan es uno de los 29 distritos de la Provincia de Badakhshan, Afganistán. Fue creado en 2005 con parte del distrito de Ragh y cuenta con una población de aproximadamente 20.000 personas.
- Datos: Q2670916